# Arquidiocese de São Luís do Maranhão
A Arquidiocese de São Luís do Maranhão (Archidiœcesis Sancti Ludovici in Maragnano) é uma circunscrição eclesiástica da Igreja Católica, no Brasil. Sua sede é o município de São Luís, no estado do Maranhão.

## Histórico
A atual arquidiocese iniciou como administração eclesiástica dependente da Prelazia de Pernambuco, constituída a 15 de julho de 1614, pela bula In super eminente militantis Ecclesiae do Papa Paulo V.
A Diocese de São Luís do Maranhão foi ereta pelo Papa Inocêncio XI, no dia 30 de agosto de 1677, por meio da bula Super universas orbis Ecclesias, como sufragânea do Patriarcado de Lisboa, abrangendo toda a Amazônia. No dia 11 de julho de 1679 tomou posse o primeiro bispo do Maranhão, Dom Gregório dos Anjos.
No dia 5 de junho de 1828 tornou-se, juntamente com a Diocese do Pará, sufragânea da Arquidiocese de São Salvador da Bahia, por meio da bula Romanorum Pontificum vigilantia, de Leão XII. No dia 1 de maio de 1906, pela bula Sempiternum Humani Generis, de São Pio X, a Diocese do Pará é elevada a arcebispado. As dioceses do Amazonas, Piauí, Maranhão e Prelazia de Santarém deixam de ser sufragâneas da Arquidiocese de Salvador para serem da nova Arquidiocese de Belém do Pará.
No dia 2 de dezembro de 1921, por meio de decreto da Sagrada Congregação Consistorial, foi elevada a Arquidiocese e a 10 de fevereiro de 1922, pela bula Rationi congruit de Pio XI, a sede metropolitana.

## Demografia e paróquias
Seu território tem uma área de 12 546 km2 e é organizado em 57 paróquias e 2 quase paróquias.A arquidiocese abrange os seguintes municípios: São Luís, Paço do Lumiar, São José de Ribamar, Raposa, Axixá, Humberto de Campos, Icatu, Morros, Bacabeira, Cachoeira Grande, Presidente Juscelino, Santo Amaro do Maranhão, Primeira Cruz, Rosário, Santa Rita.

## Prelados
|                   | Nome                                                        | Período    | Notas                                                                  |
| Arcebispos        | Arcebispos                                                  | Arcebispos | Arcebispos                                                             |
| ----------------- | ----------------------------------------------------------- | ---------- | ---------------------------------------------------------------------- |
| 8º                | Gilberto Pastana de Oliveira                                | 2021-atual |                                                                        |
| 7º                | José Belisário da Silva, O.F.M.                             | 2005-2021  |                                                                        |
| 6º                | Paulo Eduardo Andrade Ponte                                 | 1984-2005  |                                                                        |
| 5º                | João José da Mota e Albuquerque                             | 1964-1984  |                                                                        |
| 4º                | José de Medeiros Delgado                                    | 1951-1963  | Nomeado arcebispo de Fortaleza                                         |
| 3º                | Adalberto Accioli Sobral                                    | 1947-1951  |                                                                        |
| 2º                | Carlos Carmelo de Vasconcelos Motta                         | 1935-1944  | Nomeado arcebispo de São Paulo                                         |
| 1º                | Otaviano Pereira de Albuquerque                             | 1922-1935  | Nomeado bispo de Campos                                                |
| Bispos            |                                                             |            |                                                                        |
| 24º               | Helvécio Gomes de Oliveira, S.D.B.                          | 1918-1922  | Nomeado Arcebispo coadjutor de Mariana                                 |
| 23º               | Francisco de Paula e Silva, C.M.                            | 1907-1918  |                                                                        |
| 22º               | Santino Maria da Silva Coutinho                             | 1906       | transferido para Belém do Pará antes da sagração                       |
| 21º               | Antônio Xisto Albano                                        | 1901-1905  |                                                                        |
| 20º               | Antônio Cândido Alvarenga                                   | 1876-1898  | Nomeado bispo de São Paulo                                             |
| 19º               | Luís da Conceição Saraiva, O.S.B.                           | 1861-1876  |                                                                        |
| 18º               | Manuel Joaquim da Silveira                                  | 1851-1861  | Nomeado arcebispo de Salvador                                          |
| 17º               | Carlos de São José e Sousa, O.C.D.                          | 1844-1850  |                                                                        |
| 16º               | Marcos Antônio de Sousa                                     | 1827-1842  |                                                                        |
| 15º               | Joaquim de Nossa Senhora de Nazaré Oliveira e Abreu, O.F.M. | 1819-1824  | Nomeado bispo de Coimbra                                               |
| 14º               | Luís de Brito Homem                                         | 1801-1813  |                                                                        |
| 13º               | Joaquim Ferreira de Carvalho                                | 1794-1801  |                                                                        |
| 12º               | Antônio de Pádua e Belas O.F.M.                             | 1783-1794  | renunciou                                                              |
| 10º               | José do Menino Jesus, O.C.D.                                | 1780-1783  | Tomou posse por procuração em 1781, em 1783 foi nomeado bispo de Viseu |
| 9º                | Jacinto Carlos da Silveira                                  | 1778-1780  | Tomou posse por procuração em 1779, renunciou em 1780.                 |
| 8º                | Antônio de São José Moura Marinho O.S.A.                    | 1756-1778  | nomeado arcebispo de Salvador                                          |
| 7º                | Francisco de São Tiago O.F.M.                               | 1745-1752  |                                                                        |
| 6º                | Manuel da Cruz Nogueira O.Cist.                             | 1738-1745  | nomeado bispo de Mariana                                               |
| 5º                | José Delgarte, O.SS.T.                                      | 1716-1724  |                                                                        |
| 4º                | Timóteo do Sacramento O.S.P.                                | 1696-1714  |                                                                        |
| 3º                | Francisco de Lima O.Carm.                                   | 1691-1695  | Tomou posse por procuração em novembro de 1693.                        |
| 2º                | Gregório dos Anjos                                          | 1679-1689  |                                                                        |
| 1º                | Antônio de Santa Maria                                      | 1677       | Renunciou sem tomar posse. Nomeado bispo de Miranda, em Portugal       |
| Bispos auxiliares |                                                             |            |                                                                        |
|                   | Esmeraldo Barreto de Farias, IP                             | 2015-2020  | Nomeado bispo de Araçuaí                                               |
|                   | José Carlos Chacorowski, C.M.                               | 2010-2013  | Nomeado bispo de Caraguatatuba                                         |
|                   | Geraldo Dantas de Andrade, S.C.J.                           | 1998-2010  |                                                                        |
|                   | Xavier Gilles de Maupeou d’Ableiges                         | 1995-1998  | Nomeado bispo de Viana                                                 |
|                   | Manuel Edmilson da Cruz                                     | 1966-1974  | nomeado bispo auxiliar de Fortaleza                                    |
|                   | Antônio Batista Fragoso                                     | 1957-1964  | Nomeado bispo de Crateús                                               |
|                   | Otávio Barbosa Aguiar                                       | 1954-1956  | Nomeado bispo de Campina Grande                                        |